# Two Door Cinema Club
Two Door Cinema Club — музыкальная группа, играющая в стиле инди-рок и индитроника из Бангора и Донахади, Северная Ирландия.

## История

### Образование
Алекс Тримбл и Сэм Хеллидэй познакомились во время посещения «Bangor Grammar School». Они встретили Кевина Бэйрда, когда тот пытался познакомиться с их знакомыми. Название группы появилось после того, как Хэллидэй неправильно произнёс название местного кинотеатра «Tudor Cinema». Группа была образована в 2007 году.

### Карьера
После повышенного интереса к их музыке на странице в «MySpace» они покинули свои университеты и начали работать над студийным материалом. Мини-альбом «Four Words To Stand On» вышел в январе 2009 года и был хорошо принят критиками. Ряд музыкальных блогов опубликовал материал о группе и их популярность возросла в июле того же года.
В декабре 2009 года Two Door Cinema Club были представлены в опросе BBC «Sound Of 2010».
В январе 2010 группа объявила список песен и некоторые другие подробности своего альбома в интервью «NME». Альбом, названный «Tourist History» вышел в Ирландии 26 февраля 2010 года. Альбому предшествовали синглы «Something Good Can Work», «I Can Talk», «Undercover Martyn».
20 июня 2012 года Two Door Cinema Club анонсировали свой второй студийный альбом «Beacon», который вышел 3 сентября 2012 года.
30 сентября 2013 был выпущен мини-альбом «Changing of the Seasons»
Их третий альбом «Gameshow» был выпущен 14 октября 2016 года.
21 июня 2019 года был выпущен четвертый альбом группы, под названием «False Alarm».
2 сентября 2022 года был выпущен пятый альбом группы «Keep On Smiling».

## Состав
- Алекс Тримбл — фронтмен, вокал, гитара, перкуссия, биты, синтезатор, ударные.
- Сэм Халлидэй — лид-гитара, вокал.
- Кевин Бэйрд — бас-гитара, вокал, синтезатор.

### Сессионные участники
- Бенджамин Томпсон — барабаны
- Джейкоб Берри — гитара, ударные, синтезатор

## Дискография

### Студийные альбомы
| Год                                                           | Альбом | Позиции в чартах | Позиции в чартах | Позиции в чартах | Позиции в чартах | Позиции в чартах | Статус         |
| Год                                                           | Альбом | IRL              | UK               | FRA              | BEL              | AUS              | Статус         |
| ------------------------------------------------------------- | --- | ---------------- | ---------------- | ---------------- | ---------------- | ---------------- | -------------- |
| 2010                                                          | Tourist History - Выпущен: 26 февраля 2010 (UK), 27 апреля 2010 (US) - Лейбл: Kitsuné, Glassnote Records - Форматы: CD, Грампластинка | 16               | 24               | 51               | 72               | 44               | UK: Платиновый |
| 2012                                                          | Beacon - Выпущен: 3 сентября 2012 (UK), 4 сентября 2012 (US) - Лейбл: Kitsuné, Glassnote Records - Форматы: CD, Грампластинка         | —                | 2                | —                | —                | —                | UK: Платиновый |
| 2016                                                          | Gameshow - Выпущен: 14 октября 2016 (UK) - Лейбл: Parlophone, Transgressive - Форматы: CD, Грампластинка                              | —                | 5                | 54               | 79               | 24               |                |
| 2019                                                          | False Alarm - Выпущен: 21 июня 2019 - Лейбл: PIAS Recordings, Prolifica Records, Transgressive Records - Форматы: CD, Грампластинка   | 28               | 5                | 128              | 117              | 62               |                |
| 2022                                                          | Keep On Smiling - Выпущен: 2 сентября 2022 - Лейбл: Glassnote Records - Форматы: CD, Грампластинка                                    | —                | —                | —                | —                | —                |                |
| «—» не издавался или не попадал в чарты на данной территории. | |                  |                  |                  |                  |                  |                |

### Синглы
| 2009                                                          | «Something Good Can Work» | 56  | —  | 18 | —  | Tourist History |
| 2009                                                          | «I Can Talk»              | 139 | —  | —  | —  | Tourist History |
| 2010                                                          | «Undercover Martyn»       | 79  | —  | 49 | —  | Tourist History |
| 2010                                                          | «Come Back Home»          | —   | —  | —  | —  | Tourist History |
| 2011                                                          | «What You Know»           | 64  | 16 | —  | 22 | Tourist History |
| 2012                                                          | «Sleep Alone»             | —   | —  | —  | —  | Beacon          |
| «—» не издавался или не попадал в чарты на данной территории. |                           |     |    |    |    |                 |

### Мини-альбомы
- 2009 — Four Words to Stand On
- 2013 — Changing of the Seasons